# 偽度量
對於集合{\displaystyle X}中任意元素{\displaystyle x,y}，若實值函數{\displaystyle d:(X,X)\to R}符合以下三個條件，稱它為一個偽度量（pseudometric）。
- {\displaystyle d(x,x)=0}
- {\displaystyle d(x,y)=d(y,x)}
- {\displaystyle d(x,z)\leq d(x,y)+d(y,z)}

它和一般距離（度量）的定義的分別只在於偽度量容許對於相異的元素{\displaystyle x,y}，{\displaystyle d(x,y)=0}。

## 例子
- {\displaystyle X}為向量空間，{\displaystyle p}是半範數，{\displaystyle d(x,y)=p(x-y)}是{\displaystyle X}的偽度量
- 有集{\displaystyle X,Y}，其中{\displaystyle Y}上有一距離{\displaystyle d(Y)}，設{\displaystyle F(X)}為所有{\displaystyle X\to Y}的函數之集，取{\displaystyle x_{0}\in X}，則{\displaystyle d(f,g)=d_{Y}(f(x_{0})-g(x_{0}))}是一個{\displaystyle F(X)}的偽度量。

## 拓撲空間
- 對於集{\displaystyle X}有偽度量d，則所有開球{\displaystyle S_{r}=\{x\in X|d(p,x)<r\}}的族可以作為{\displaystyle X}內一個拓撲空間的基。該拓撲空間是
- T4。
- 第一可數空間。

若它是T0，它是可距空間。